# شون روس
شون روس (بالإنجليزية: Shaun Ross)‏ هو موسيقي أمريكي، ولد في 11 ديسمبر 1968.

## وصلات خارجية
- شون روس على موقع ميوزك برينز (الإنجليزية)
- شون روس على موقع ديسكوغز (الإنجليزية)